# Frenkie de Jong
Frenkie de Jong (født 12. maj 1997 i Gorinchen, Holland, er en hollandsk fodboldspiller (midtbane). Han spiller for FC Barcelona i den spanske La Liga. Han spiller også for det Hollandske landshold, som han har repræsenteret siden 2018.

## Klubkarriere
De Jong spillede som ungdomsspiller hos Willem II i Tilburg og blev i 2014 en del af klubbens seniortrup. Han debuterede for klubbens førstehold i Æresdivisionen i maj 2015. I sommeren 2015 solgte Willem II de Jong til Ajax for en pris på én euro, inklusive en aftale om at man ville modtage 10 % af værdien af et fremtidigt salg.
Han startede sin karriere i klubben som en del af andetholdet Jong Ajax og blev desuden i et halvt år sendt tilbage på leje til sin gamle klub, Willem II. Han debuterede for Ajax' førstehold i februar 2017 i et opgør mod Sparta Rotterdam. Han etablerede sig hurtigt som en del af klubbens førstehold og var desuden med i UEFA Europa League finalen 2017, hvor han blev skiftet ind otte minutter før tid i Ajax' nederlag på 2-0 til Manchester United.
De Jong fortsatte sin udvikling og blev i 2019 kåret til "årets unge spiller" i Holland. Han skiftede 1. juli 2019 til FC Barcelona i Spanien for en pris, der blev anslået til ca. 75 millioner euro.

## Landshold
De Jong debuterede for det hollandske landshold 6. september 2018 i en venskabskamp mod Peru.

## Titler
Æresdivisionen
- 2019 med Ajax

KNVB Cup
- 2019 med Ajax

Copa del rey
- 2021 med FC Barcelona